# Peter-und-Paul-Fest Bretten

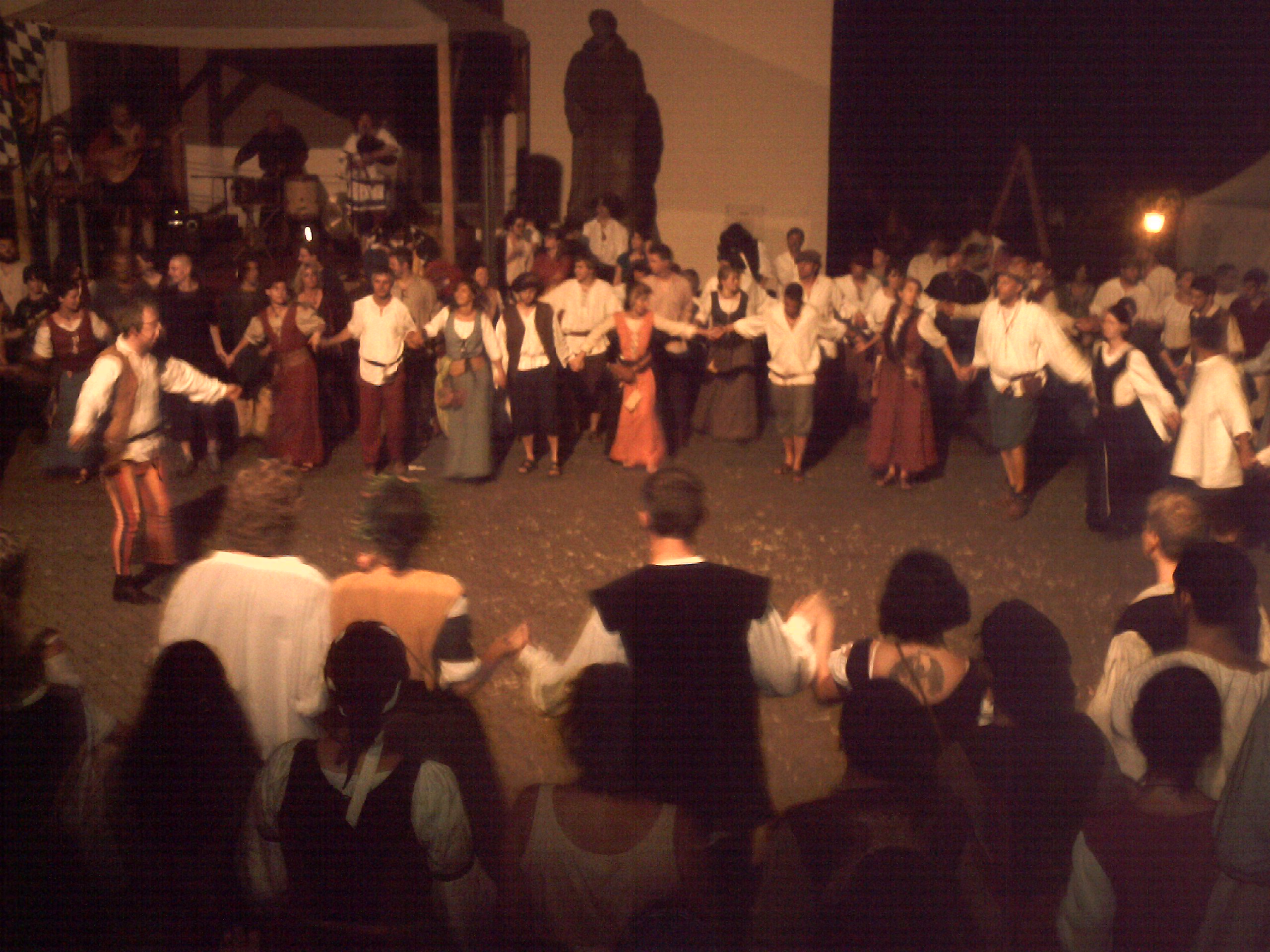
Mittelalterliche Tänze auf dem Kirchplatz

Das Peter-und-Paul-Fest ist ein Stadtfest in der badischen Stadt Bretten, das immer am ersten Wochenende nach dem Hochfest Peter und Paul am 29. Juni stattfindet. Das Fest in Bretten geht zurück auf verschiedene Schützenfesttraditionen und entwickelte sich zu einem der bedeutendsten süddeutschen Heimatfeste. Es nimmt die erfolgreiche Abwehr der Stadtbelagerung württembergischer Truppen unter Herzog Ulrich im Jahr 1504 auf, genauso wird die vormärzliche Bürgerwehr thematisiert. Über 3000 Brettener nehmen in historischen Gewändern an verschiedenen Aufführungen und Veranstaltungen teil.

## Geschichte
In Bretten war bereits im 16. Jahrhundert eine Schützengesellschaft verbrieft, deren Freischießen gelegentlich mit Volksfesten verbunden waren. Eine Verbindung zum 29. Juni ist erst im 18. Jahrhundert verbrieft, eine erste regelmäßige Feiertradition zwischen 1805 und 1848. Danach wurde wegen der badischen Revolution die Bürgerwehr entwaffnet. Erst 1923 wurde der Schützenverein wieder gegründet und dessen Vereinsfest ab 1934 mit Unterstützung der Stadt zum regionalen Heimatfest ausgebaut und entsprechend propagandistisch verbrämt. Der Zweite Weltkrieg beendete diese Phase, 1950 erlaubte die amerikanische Militärregierung die Neueinrichtung des Fests.
Im Jubiläumsjahr 2004 wurde als Reenacting der Marsch des schwäbischen Heeres auf Bretten nachgestellt. Im Sinne der experimentellen Archäologie mussten sich über 500 Teilnehmer an Ausrüstung, Disziplin und militärische Regeln der frühen Neuzeit halten. Die historischen Ereignisse des Aufmarschs in Illingen, die Belagerung Maulbronns, die Einnahme Knittlingens sowie die Belagerung Brettens wurden auf diese Weise dargestellt. Das Buch „Der Tross“ belegt diese einmalige Aktion in Bild und Text.
Im Dezember 2014 verkündete die Kultusministerkonferenz, dass das Peter-und-Paul-Fest in Bretten in das Bundesweite Verzeichnis des immateriellen Kulturerbes im Sinne des Übereinkommens zur Erhaltung des Immateriellen Kulturerbes der UNESCO aufgenommen wird.
In den Jahren 2020 und 2021 wurde das Fest aufgrund der Corona-Pandemie zweimal in Folge abgesagt. Während im Jahr 2020 ein digitales Programm mit Livestreams und Videos vergangener Feste aufgestellt wurde, fanden im Jahr darauf keine offiziellen Ersatzveranstaltungen statt.

## Ablauf
Das Peter-und-Paul-Fest dauert von Freitag bis Montag. Der Freitag steht nach der Neustrukturierung im Jubiläumsjahr 2004 unter dem Motto „Bretten rüstet sich“, der Samstag unter dem Motto „Bretten wehrt sich“, sonntags und montags steht „Bretten feiert“ auf dem Programm.
Am Samstag gibt es am Simmelturm neben der „Schlacht“ auch einen Zapfenstreich zu erleben, bevor am späten Abend ein großes Feuerwerk stattfindet. Am Sonntag zieht der Festzug durch die Brettener Innenstadt, montags können Besucher neben dem Schwartenmagenumzug allerlei spontanen Klamauk zu erleben. Beim Kinderfest werden die Jüngsten nach Vollendung verschiedener spielerischer Aufgaben zum Ritter geschlagen.
Eine besondere Attraktion dieses Festes ist die Möglichkeit, mittelalterliche Volkstänze auszuprobieren und das Leben um 1504 hautnah von den über 3000 ehrenamtlichen Darstellern vorgelebt zu bekommen. Jene engagieren sich in unterschiedlichsten Gruppen, z. B. Bauern, Schäfer u. a. Diese Gruppen garantieren eine möglichst authentische Darstellung und führen zudem zahlreiche Handwerke vor.
Im Jahr 2019 wurden ca. 140.000 Gäste erwartet.

## Sonstiges
- Im Jahr 2018 drehte der SWR sowohl vor als auch über die Festtage eine 45-minütige Dokumentation.[5]